# 道の駅インフォメーションセンターかわもと
道の駅インフォメーションセンターかわもと（みちのえき インフォメーションセンターかわもと）は、島根県邑智郡川本町にある国道261号の道の駅である。

## 沿革
- 2007年（平成19年）10月13日 - 開駅

## 施設
- 駐車場
  - 普通車：41台
  - 大型車：3台
  - 身障者用：2台
- トイレ
  - 男：大 3器、小 5器
  - 女：6器
  - 身障者用：1器
- 公衆電話：1台
- レストラン（8:00 - 20:00）
- 物産館
- 因原農村公園
- 体験施設

## 休館日
- 年末年始
- 毎週月曜日（レストランのみ）

## アクセス
- 国道261号 - 登録路線
  - 島根県道291号別府川本線

- 石見交通・おおなんバス 「道の駅かわもと」バス停

鉄道の最寄り駅は三江線 因原駅であった。

## 周辺
- 石見銀山
- 温泉津温泉
- 千丈渓